# Danielle Ouimet
Pour les articles homonymes, voir Ouimet.
Danielle Ouimet est une actrice et animatrice de télévision québécoise, née le 16 juin 1947 à Montréal.

## Biographie
Danielle Ouimet naît à Montréal le 16 juin 1947. Son père est un ancien militaire et sa mère est l'heureuse propriétaire d'un salon de coiffure. C'est elle qui a initié Danielle aux domaine des arts, plus particulièrement au chant, à la danse et au dessin. Très tôt dans sa jeunesse, elle a pris des cours de danse et de chant; elle en profite aussi pour prendre des cours d'anglais. Puis, fascinée par le milieu de la télévision, elle fréquente l'école de mannequins d'Élaine Bédard. Par la suite, elle participe à un concours à l'émission Jeunesse d'aujourd'hui et fréquente même son animateur Pierre Lalonde et dès lors, elle sait ce qu'elle veut faire, animer à la télé. Elle est une des deux hôtesses de l'émission La Poule aux œufs d'or animée par Doris Lussier, mais à 19 ans elle tombe enceinte et fait son possible pour cacher ce fait au public. Elle quitte le Québec pour la France afin d'accoucher discrètement là-bas, puis revient vite au pays où elle incarne Valérie dans le film Valérie réalisé en 1969 par Denis Héroux.
Puis en 1970, elle joue à nouveau dans un film de Denis Héroux, L'Initiation, alors qu'elle interprète un personnage qui se prénomme Nadine. Et en 1971, toujours pour le cinéma, Danielle se rend en Europe pour tourner dans le film Les Lèvres rouges de Harry Kümel en compagnie de Delphine Seyrig et John Karlen. C'est l'histoire la comtesse Bathory, et le personnage de Danielle s'appelle encore une fois Valérie, dans cette coproduction belgo-germano-française. Par la suite, de retour au Québec, elle fera de la radio, particulièrement à CFGL-FM, alors propriété de Jean-Pierre Coallier, puis de la télé, entre autres pour un épisode de l'émission Témoignages en 1973. Elle participe ensuite au Bye Bye 1973 pour Radio-Canada, ainsi qu'à l'émission Les Filles du Roy. De 1977 à 1979, elle interprète le personnage de Julie Marelle dans l'émission Dominique avec Dominique Michel et Jacques Thisdale. En 1989, elle est de la série télévisée L'Or du temps, pour laquelle elle joue le rôle de Laurence Viger. Et de 1993 à 2000, elle anime l'émission matinale Bla Bla Bla. Elle a aussi publié deux récits autobiographiques.

## Filmographie

### Cinéma
- 1969 : Valérie : Valérie
- 1970 : L'Initiation : Nadine
- 1971 : Les Lèvres rouges : Valérie
- 1972 : Le Diable est parmi nous : Virginie
- 1973 : Y a toujours moyen de moyenner ! : Marie
- 1974 : C'est jeune et ça sait tout : Danielle Lambris
- 1974 : La Pomme, la Queue et les Pépins : le médecin
- 2002 : L'Odyssée d'Alice Tremblay : Grand-mère
- 2009 : Les Signes vitaux de Sophie Deraspe : Madame Perrin
- 2010 : Un trou dans la mémoire (court-métrage) : Martine
- 2018 : South Shore (court-métrage) : Mme Massicotte

### Rôles à la télévision
- 1969 : Le Petit Monde de Marcel Dubé : Florence : Madeleine[1]
- 1970 : Les Berger : Olivia Ferguson
- 1973 : Témoignages : Elle - 1 épisode : Qu'est-ce qu'Abel va bien pouvoir raconter à Françoise ?
- 1973 : Bye Bye 1973 : rôles variés
- 1974 : Les Filles du Roy : rôle non défini
- 1974 : Bye Bye 1974 : rôles variés
- 1977-1979 : Dominique : Julie Marelle
- 1977 : Du tac au tac : Lise Lavoie
- 1989-1993 : L'Or du temps : Laurence Viger
- 1993-1995 : Là tu parles! : Juge
- 2008 : Le Négociateur : Bianca Blanchet
- 2010-2014 : Toute la vérité : Mme Vitelli
- 2023 : Bon matin Chuck (ou l'art de réduire les méfaits) : Alfreda Godin

### Télévision
- 1993-2000 : Bla Bla Bla : animatrice
- 2010 : Les Enfants de la télé : invitée
- 2013 : Les Vies de mon père : Yvan Ducharme (documentaire) : elle-même
- 2017 : Tax Shelter Terrors (documentaire) : elle-même
- 2017 : Hier, Aujourd'hui, Demain (talk-show animé par Yves Parent) : elle-même

## Théâtre
- Florence de Marcel Dubé ; Cette télédiffusion de la pièce «Florence» a été réalisée par Jean Faucher et présentée en quatre parties de 25 minutes du 7 au 28 juillet 1969 à Radio-Canada. Cette «Florence» révèle le talent dramaturgique d'une Danielle Ouimet à ce jour malheureusement méconnu.

## Musique 45 tours
- 1968 : Voilà ma chanson / Fugue En Si (avec Michel Paje)
- 1969 : Moi je veux vivre / Valérie et l'amour
- 1969 : L'Été c'est fait pour… / Combien de nuits
- 1972 : La Grande Patente (avec Dominique Michel et Benoit Marleau) / Je drague
- 1973 : On attend l'été / Woman's Lib
- 1982 : Dis à Valérie

## Distinctions
- 1966: Gagnante de Miss province de Québec

## Publications
- 2005 : Si c'était à refaire, Éditions Publistar  (ISBN 9782895621393)
- 2017 : Mes amis, mes amours : ce que les hommes m’ont appris, Éditions de l'Homme  (ISBN 9782761939713)